# 京成3000型電力動車組 (2代)
京成3000型電力動車組（日语：／ Keisei 3000-gata densha */?）是京成電鐵的通勤型電力動車組，於2003年2月1日開始營運。
2010年投入服務，用於京成本線, 成田機場線之3050形實際上為第7批3000形電車，故此一併在本條目中介紹。

## 概要
日本車輛製造製造的電聯車。車頭構造和3700形(6次車以後)大致相同，貫通扉設在左邊，頭燈設在車頭上部位置。方向幕就使用了LED作列車種別顯示。而京成一向設在貫通門的列車種別幕就被取消，改於方向幕顯示。
制御機器為京成初次使用東洋電機製造的IGBT素子VVVF。(這製造商的製品是關東鐵路小見的)。
在3000形投入服務後，也和其他京成車輛一樣，和京急本線(空港線)及都營淺草線作直通運轉。
在2005年度，京成集團的新京成電鐵及北總鐵道，和3000型同一設計的新京成電鐵N800型及北總7500型投入到新京成電鐵及北總鐵道去了。

## 各批次列車規格

### 1、2次車（3001-3009編成）
1次車的3001-3005編成登場。這時因為車頭沒有動力車，所以是不可以行走都営線及其他路線。而其他車輛就在2003年2-3月間完成。最初期編成的3001編成是現在唯一8節偏成。
2次車為3006-3009編成、2003年10月-2004年1月落成。2次車的車門開關聲是比1次車為靜。而車輛燈的按鍵位置也給改動了。
3008編成就在2005年9月給改作了純電氣制動，作試驗用途。

### 3次車（3010-3013編成）
3次車是2004年11月－2005年2月落成。這批列車在運轉台加入了緊急煞車按鈕，而且他們的運轉台也有小許變化。
此外, 倣效京急及都營的做法，京成電鐵在這批車開始使用了不碎光管，與此同時又推展到其他車種。

### 4次車（3014-3017編成）
4次車在2006年1月-3月落成。這批列車和3008編成一樣是改作了純電氣制動，作試驗用途。

### 5、6次車(3018-3025編成)
全為6節編組，於2006-2007年投入服務。
減速緩解音較為寧靜，加速時變頻器變調較快。

### 7次車（3051-3056編成，普遍稱為3050形）
7次車在2009年9月落成。這批列車專為成田機場線而建造。與先前的3000形不同，7次車最高營運速度達120km/h，以符合印旛日本醫大站至機場第2大樓站路段營運要求。
列車外觀亦有明顯差別，車身色彩以銀、天藍作主色調，配以飛機圖案以突顯服務機場聯絡軌道系統的角色。
至於車廂方面，座椅圖案亦改用飛機圖案，而旅客資訊系統則改用LCD屏幕顯示。列車於成田機場線行駛時，系統會以日語、英語、中文及韓文作廣播，至於在都營淺草線及京急本線等行駛時，則由車掌負責廣播。
由本批次開始至10次車全數為8節編組。

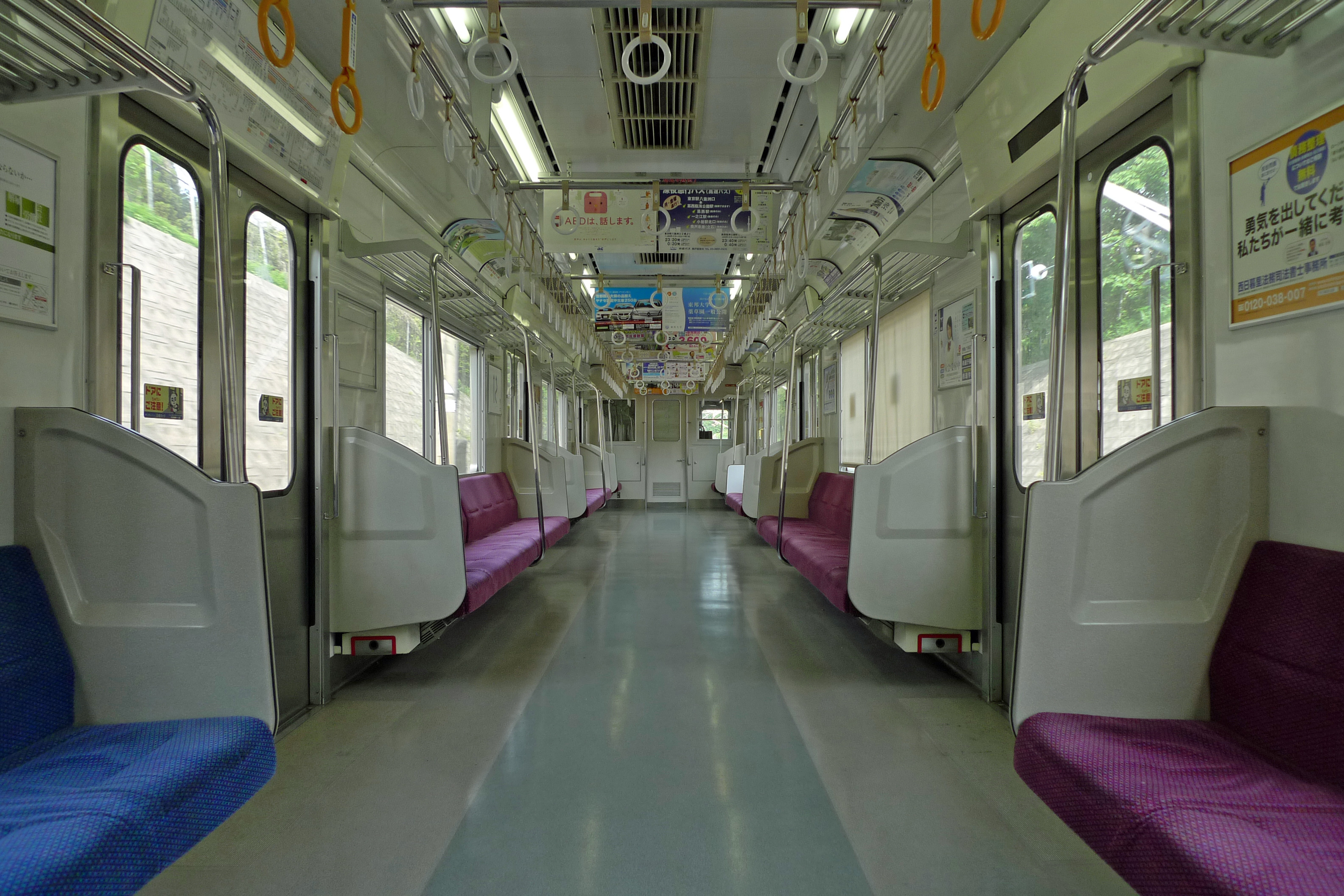
3000形車廂內部
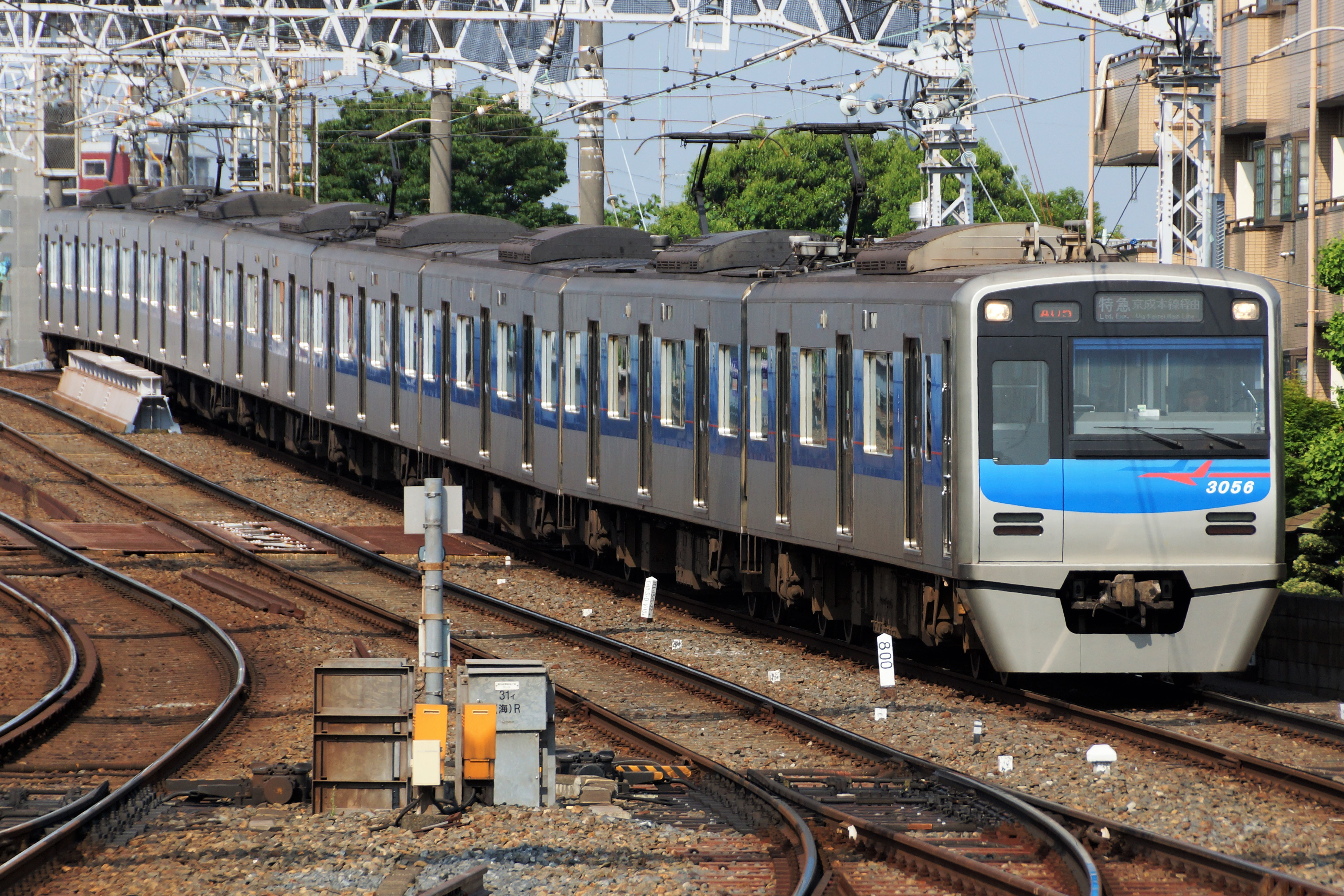
3050形外觀
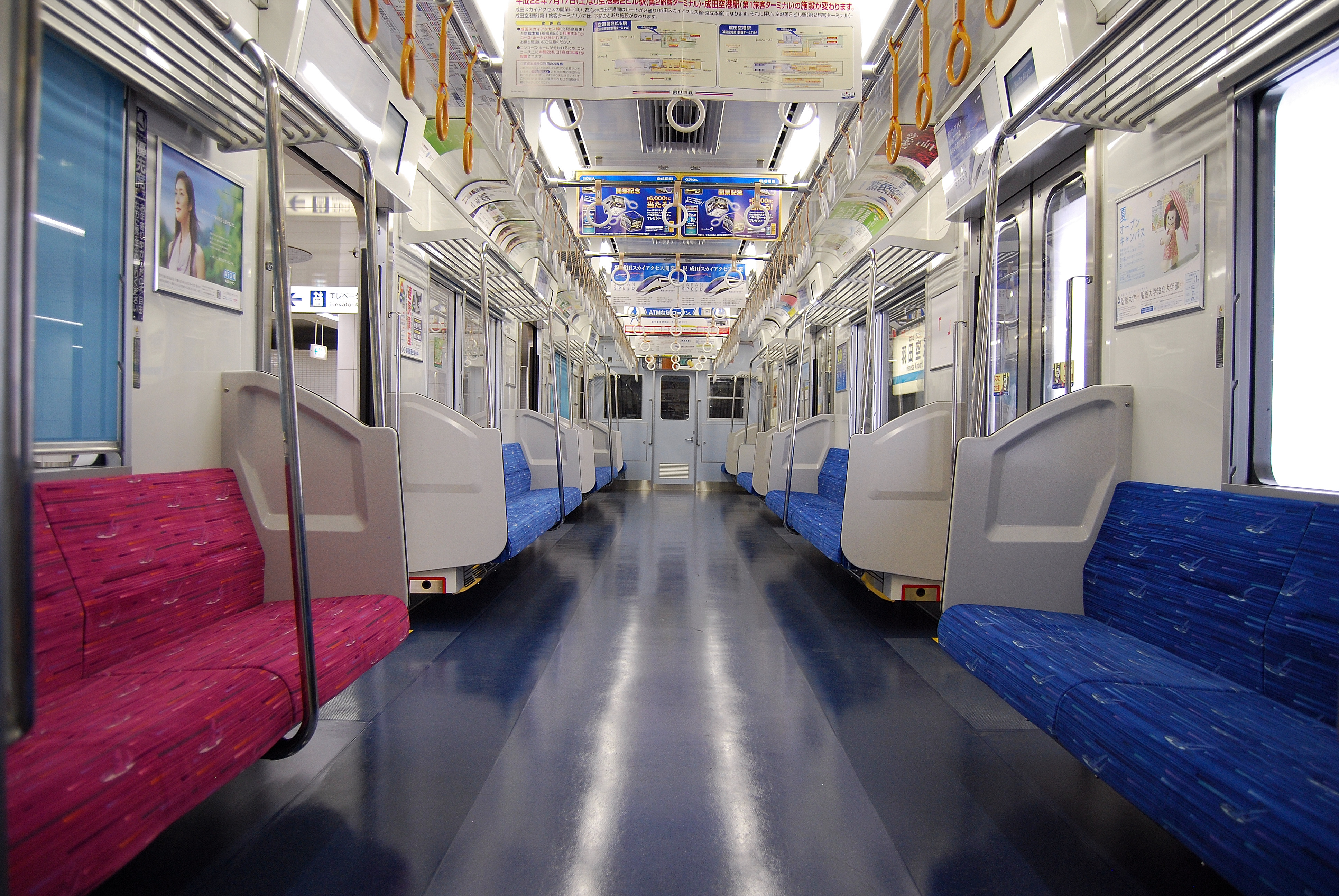
3050形車廂內部

### 8次車(3026及3027編成)
兩組列車先後於2012年2月及3月投入服務。塗裝與首6次車相同，車廂內部則參考了7次車的設計， 並在以後的批次沿用。

### 9次車(3028編成)
於2014年2月投入服務。
設計與上一批次相同，但車內改用發光二極管照明。

### 10次車(3029及3030編成)
兩組列車先後於2015年2月及3月投入服務。
採用防紫外光車窗，車內的發光二極管為變頻控制。

### 11次車(3031及3032编組)
本批次為繼6次車2007年投入服務後，相隔8年的2016年再次增備6節編組列車，旅客資訊系統屏幕尺寸由15吋擴大至17吋;全數於2016年2月投入服務。

### 12次車(3033-3035編組)
本批次增備8節編組2列(3033和3035編組)和6節編組1列(3034編組)，於2017年2、3月投入服務。

### 13次車(3036-3038編組)
本批次共有3列8節編組於2018年2月-3月投入服務。

### 14次車(3039-3042編組)（最後一批）
本批次2列6節編組列車(3039和3040)率先於2018年10月投入服務;餘下2列8節編組列車於2019年2月-3月投入服務

## 現況
截至2019年，本型號列車已全數投入服務，3000形有19列8節編組及28列6節編組，共226個車廂。

## 關連項目
- 新京成電鐵N800型電力動車組
- 北總鐵道7500型電力動車組